# 순간자
양자역학과 양자장론에서 순간자(瞬間子, 영어: instanton 인스턴톤[*]) 또는 잠깐알은 윅 회전을 가한 이론의, 유한한 작용을 가진 고전해이다. 이는 윅 회전을 한 유클리드 시공간에서 국소화되어 있어, 유클리드 시공간에서 입자처럼 간주할 수 있다. (물론 이는 민코프스키 시공간에서는 성립하지 않는다.) 순간자의 존재는 섭동 이론에는 나타나지 않는 터널 효과를 나타낸다. WKB 근사에 의한 터널 효과를 다룰 때나, 양-밀스 이론(양자 색역학)에 등장한다. 초대칭 게이지 이론과도 관련이 있다.

## 역사
알렉산드르 벨라빈(러시아어: Алекса́ндр Абрамо́вич Бела́вин), 알렉산드르 마르코비치 폴랴코프, 알베르트 시바르츠, 유리 스테파노비치 튭킨(러시아어: Юрий Степанович Тюпкин)이 순간자수가 1인 순간자를 최초로 발견하였다. 이들은 유사입자(영어: pseudoparticle)라는 이름을 사용하였다.:271 헤라르뒤스 엇호프트가 이러한 해들을 어떤 시간 간격에만 존재했다가 사라진다는 의미로 "순간자"(영어: instanton)라고 이름붙였다.:271

## 양자역학에서의 순간자
양자역학에서, 순간자는 두 고전적 안정 상태 사이의 터널 효과를 나타낸다. 예를 들어, 어떤 퍼텐셜 {\displaystyle V(x)}가 두 개의 극소점 {\displaystyle a,b}를 갖는다고 하고, {\displaystyle V(a)=V(b)=0}으로 놓자. 고전적으로는 이 두 점 모두 안정적인 상태지만, 양자역학적으로 두 상태 사이 터널 효과가 일어날 수 있다.
WKB 근사에 따라, 질량이 {\displaystyle m}이며 에너지가 {\displaystyle E}인 입자가 {\displaystyle a}에서 {\displaystyle b}로 터널 효과를 겪을 확률 진폭은 다음에 비례한다.
{\displaystyle \langle b|a\rangle \sim \exp \left(-{\frac {1}{\hbar }}\int _{a}^{b}{\sqrt {2mV(x)}}\,dx\right)}
이는 순간자를 사용하여 다음과 같이 계산할 수 있다. 윅 회전을 통해, 다음과 같은 유클리드 작용을 정의하자.
{\displaystyle S_{E}=\int \left({\frac {1}{2}}m{\dot {x}}^{2}+V(x)\right)\,dt}
즉, 이는 퍼텐셜 {\displaystyle -V(x)} 속에서 움직이는 입자를 나타낸다. 이 경우, 에너지 보존에 따라 (총 에너지가 0인 경우)
{\displaystyle {\frac {1}{2}}m{\dot {x}}^{2}-V(x)=0}
다. {\displaystyle a}에서 {\displaystyle b}로 가는, 유클리드 작용의 해를 순간자라고 하며, 그 작용은
{\displaystyle S_{E}=\int m{\dot {x}}^{2}\,dt=\int _{a}^{b}m{\dot {x}}\,dx=\int _{a}^{b}{\sqrt {2mV(x)}}\,dx}
이다. 따라서,
{\displaystyle \langle b|a\rangle \sim \exp(-S_{E}/\hbar )}
임을 알 수 있다. 즉, 터널 효과의 확률 진폭은 순간자의 작용 {\displaystyle S_{E}}로 계산된다.

## 양-밀스 이론의 순간자
순간자의 가장 대표적인 예는 4차원 유클리드 공간의 양-밀스 이론에서 작용을 국소적으로 최소화시키는 상태들이다. 이들은 보고몰니-프라사드-소머필드 부등식(영어: Bogomol’nyi–Prasad–Sommerfield bound, BPS 부등식)을 충족시킨다.
4차원 유클리드 공간 위에, 게이지 군 {\displaystyle G}를 가진 양-밀스 이론을 생각하자. 그 작용은 다음과 같다.
{\displaystyle S={\frac {1}{2e^{2}}}\int _{\mathbb {R} ^{4}}\operatorname {tr} F^{2}\,d^{4}x}
여기서
{\displaystyle F_{ij}=t^{a}F_{ij}^{a}=\partial _{\mu }A_{\nu }-\partial _{\nu }A_{\mu }+i[A_{\mu },A_{\nu }]}
는 게이지 장세기이고, {\displaystyle t^{a}}는 리 대수 {\displaystyle {\mathfrak {g}}}의 기저이다. 리 대수의 기저는
{\displaystyle \operatorname {tr} (t^{a}t^{b})={\frac {1}{2}}t^{a}t^{b}}
{\displaystyle [t^{a},t^{b}]=if^{abc}t^{c}}
가 되게 규격화한다.
이 이론에서, 작용이 유한한 상태들을 생각하자. 작용이 유한하므로, 원점에서 무한히 먼 곳{\displaystyle \Vert x\Vert \to \infty }에서는 {\displaystyle F\to 0}이어야 한다. 그러나 이 경우 게이지 퍼텐셜 {\displaystyle A_{\mu }}는 위상수학적으로 자명하지 않을 수 있다. 즉,
{\displaystyle A_{\mu }(x)=g(x)^{-1}\partial _{\mu }g(x)} ({\displaystyle g(x)\in G})
의 꼴의 퍼텐셜은 장세기가 0이다. 4차원 유클리드 공간 {\displaystyle \mathbb {R} ^{4}}의 무한대는 {\displaystyle S^{3}}이므로, 무한대에서 게이지 퍼텐셜은 연속함수
{\displaystyle A\colon S^{3}\to G}
를 정의한다. 서로 호모토픽한 게이지 퍼텐셜들은 물리적으로 같은 상태를 나타내지만, 호모토픽하지 않은 상태들은 서로 다른 상태를 나타낸다. 따라서, 유한 작용 상태들은 게이지 군 {\displaystyle G}의 3차 호모토피 군에 의하여 분류된다.
{\displaystyle [A]\in \pi _{3}(G)}
흔히 쓰이는 게이지 군의 경우,
{\displaystyle \pi _{3}(\operatorname {SU} (N))=\mathbb {Z} } ({\displaystyle N\geq 2})
{\displaystyle \pi _{3}(\operatorname {SO} (N))=\mathbb {Z} } ({\displaystyle N=3} 또는 {\displaystyle N>5})
이다. 이 경우, 무한대에서의 게이지 퍼텐셜의 호모토피류는 정수에 의하여 분류된다. 이 수를 순간자수(영어: instanton number)라고 하며, 대략 순간자의 수를 나타낸다. 만약 순간자수가 음수라면, 이는 반순간자(영어: anti-instanton)가 존재함을 뜻한다. {\displaystyle SU(N)}의 경우, 순간자수 {\displaystyle k}는 다음과 같다.
{\displaystyle k={\frac {1}{24\pi ^{2}}}\int _{\Vert x\Vert =\infty }d^{3}x\,{\hat {n}}_{\mu }\operatorname {tr} \left(A_{\nu }A_{\rho }A_{\sigma })\epsilon ^{\mu \nu \rho \sigma }\right)}
{\displaystyle A_{\mu }=(\partial _{\mu }g)g^{-1}}
여기서 {\displaystyle {\hat {n}}^{\mu }}는 {\displaystyle S^{3}}의 단위 수직 벡터이며, {\displaystyle \epsilon ^{\mu \nu \rho \sigma }}는 (유클리드 계량 부호수) 레비치비타 기호다.
4차원 리만 다양체 {\displaystyle M}에서, 2차 미분형식들은 호지 쌍대에 따라
{\displaystyle *\colon \Omega ^{2}(M)\to \Omega ^{2}(M)}
가 존재한다. 또한, 유클리드 계량 부호수에서는 2차 미분형식에 대하여
{\displaystyle *^{2}=1}
이므로, 호지 쌍대 연산자 {\displaystyle *}의 고윳값은 {\displaystyle \pm 1}이다. 따라서, 2차 미분형식들의 공간은 고윳값에 따라
{\displaystyle \Omega ^{2}(M)=\Omega _{+}^{2}(M)\oplus \Omega _{-}^{2}(M)}
으로 분해된다. 여기서 {\displaystyle \Omega _{+}^{2}(M)}의 원소는 자기쌍대(영어: self-dual), {\displaystyle \Omega _{-}^{2}(M)}의 원소는 반자기쌍대(영어: anti-self-dual)라고 한다. 구체적으로, 2차 미분형식 {\displaystyle F}가 주어지면,
{\displaystyle F=F_{+}+F_{-}}
{\displaystyle *F_{\pm }=\pm F_{\pm }}
{\displaystyle F_{\pm }=(F\pm *F)/2}
으로 분해할 수 있다. 또한, (리 대수 값을 갖는) 2차 미분형식들의 공간에서는 다음과 같은 내적 {\displaystyle \langle ,\rangle }이 존재한다.
{\displaystyle \langle A,B\rangle ={\frac {1}{2e^{2}}}\int _{M}d^{4}x\,\operatorname {tr} (A_{\mu \nu }B^{\mu \nu })}
이에 따라 양-밀스 작용은
{\displaystyle S=\langle F,F\rangle }
가 된다.
장세기를 자기쌍대 및 반자기쌍대 성분으로 분해하자.
{\displaystyle F=F_{+}+F_{-}}
그렇다면
{\displaystyle S=\langle F,F\rangle =\langle F_{+},F_{+}\rangle +\langle F_{-},F_{-}\rangle \geq |\langle F_{+},F_{+}\rangle -\langle F_{-},F_{-}\rangle |=|\langle F,*F\rangle |={\frac {8\pi ^{2}}{e^{2}}}|k|}
이다. 여기서 {\displaystyle k}는 순간자수이다. 따라서, 주어진 순간자수 {\displaystyle k}를 가진 상태의 작용은 다음과 같은 BPS 부등식을 만족시킨다.
{\displaystyle S\geq {\frac {8\pi ^{2}}{e^{2}}}|k|}
이 부등식을 등식으로 만드는 게이지 퍼텐셜들을 순간자라고 한다. 이들은
{\displaystyle F_{+}=0} 또는 {\displaystyle F_{-}=0},
즉
{\displaystyle F_{\mu \nu }=\pm *F_{\mu \nu }}
를 만족시킨다. 이런 상태들은 자동적으로 오일러-라그랑주 방정식
{\displaystyle D_{\mu }F^{\mu \nu }=D_{\mu }(*F)^{\mu \nu }=0}
을 만족시키므로, 작용을 최소화시킴을 알 수 있다.

## 같이 보기
- 도널드슨 이론
- 자기 홀극
- 솔리톤